# Youcef Atal
Youcef Atal (arabisch يوسف عطال, DMG Yūsuf ʿAṭṭāl; * 17. Mai 1996 in Boghni) ist ein algerischer Fußballspieler, der seit Juli 2018 beim katarischen Erstligisten al-Sadd Sports Club unter Vertrag steht. Der rechte Außenverteidiger ist seit Juni 2017 algerischer Nationalspieler.

## Karriere

### Verein
Nachdem er seine fußballerische Ausbildung bei den algerischen Vereinen CR Belouizdad, JS Kabylie, USM Algier und Paradou AC absolvierte, rückte Atal im November 2015 in die Kampfmannschaft des Zweitligisten von letzterem auf. In eineinhalb Jahren kam er dort zu 46 Ligaeinsätzen, in denen er fünf Tore erzielte. Mit dem Verein gelang ihm 2017 der Aufstieg in die erste Liga. Zur Saison 2017/18 wechselte in einem einjährigen Leihgeschäft in die belgische Pro League zum KV Kortrijk. Während der gesamten Saison litt er unter diversen Verletzungen und kam erst am 15. Oktober 2017 (10. Spieltag) bei der 1:3-Niederlage im Auswärtsspiel gegen Standard Lüttich zu seinem Debüt. Obwohl er nur zehn Spiele für den KV Kortrijk in dieser Spielzeit bestritt, zog der Verein die Kaufoption für eine dauerhafte Verpflichtung Atals. Bereits zwei Wochen nachdem er zu Kortrijk wechselte, unterzeichnete er beim französischen Erstligisten OGC Nizza für eine Ablösesumme in Höhe von 3 Millionen Euro. Sein Debüt für die Aiglons gab er am 11. August bei der 0:1-Niederlage im Heimspiel gegen Stade Reims. Sein erstes Tor gelang ihm am 10. November (13. Spieltag) beim 1:0-Sieg im Auswärtsspiel gegen Olympique Nîmes. Im Verlauf der Saison 2018/19 kam der gelernte Außenverteidiger auch immer häufiger als Flügelspieler zum Einsatz. Auf dieser Position erzielte er beim 3:0-Heimsieg seiner Mannschaft gegen EA Guingamp am 28. April 2019 alle drei Tore seiner Mannschaft. In dieser Spielzeit kam er in 29 Ligaspielen auf sechs Tore. Am 7. Dezember 2019 (17. Spieltag) zog er sich beim 4:1-Heimsieg gegen den FC Metz eine schwere Knieverletzung zu, wodurch die Saison 2019/20 für ihn nach 13 Ligaeinsätzen und einem Tor vorüber war.
Am 17. Oktober 2023 wurde Atal vom OGC Nizza bis auf Weiteres suspendiert: Kurz nach dem Terrorangriff der Hamas auf Israel hatte er in den sozialen Medien einen judenfeindlichen Beitrag geteilt, nach einem Hinweis des Vereins diesen wieder gelöscht und um Entschuldigung gebeten. Der Fußballverband LFP verhängte sieben Spiele Sperre. Am 3. Januar 2024 verurteilte ein Strafgericht in Nizza Atal wegen „Aufstachelung zum Hass aus religiösen Gründen“ zu acht Monaten Freiheitsstrafe auf Bewährung sowie zu einer Geldstrafe von 45.000 Euro. Der Beitrag, dessen Urheber der palästinensische Prediger Mahmoud al-Hasanat war, rief „zu einem schwarzen Tag für die Juden“ auf. Videos dieses Predigers hatte sich auch der Täter des islamistischen Terroranschlags in Nizza 2020 angesehen, der dort in einer Kirche drei Menschen durch Messerstiche ermordete.
Im Februar 2024 wechselte Atal zu Adana Demirspor in die türkische Süper Lig. Bereits im September 2024 wechselte er erneut den Verein und schloss sich al-Sadd SC an. Am Ende der Saison 2024/25 feierte er mit al-Sadd die katarische Meisterschaft.

### Nationalmannschaft
Am 1. Juni 2017 wurde Youcef Atal erstmals in den Kader der A-Nationalmannschaft einberufen. Sein Debüt gab er am 6. Juni beim 2:1-Testspielsieg gegen die Nationalmannschaft Guineas. Sein erstes Länderspieltor erzielte er am 18. November 2018 im Qualifikationsspiel für den Afrika-Cup 2019 beim 4:1-Sieg über Togo.

## Erfolge

### Verein
Paradou AC
- Aufstieg in die erste algerische Liga 2016/17

al-Sadd Sports Club
- Katarischer Meister: 2024/25

## Nationalmannschaft
- Afrikameister: 2019